# Elijah Harper
Elijah Harper (Red Sucker Lake First Nation, Manitoba, Canadá, 3 de marzo de 1949 - Ottawa, Canadá, 17 de mayo de 2013) era un político aborigen canadiense. 
En 1981 fue elegido como diputado por la provincia de Manitoba. En 1986, fue nombrado a ministro sin cartera, encargado de asuntos indígenas. Menos de un año más tarde, fue nombrado Ministro del norte y Ministro sobre la ley de fondo de desarrollo económico de comunidades.
En 1990 le dieron prominencia nacional cuando él estaba empuñando una pluma de águila como se negó a aceptar el acuerdo del lago Meech. Este acuerdo fue había propuesto por el Gobierno Federal, pero no garantiza los derechos de los pueblos indígenas. Esto hace el acuerdo en Manitoba no por unanimidad. De acuerdo con eso el primer ministro Clyde Wells de Terranova fue también contra el acuerdo por el que ninguna ley.
Harper fue también contra el acuerdo de Charlottetown en 1992, a pesar de que fue el líder de la Assembly of First Nations, Ovide Mercredi, allí para él.
Al final de ese año, dejó el gobierno de Manitoba y fue para el Federal nuevo partido demócrata en las elecciones. En 1993 se incorporó al Partido Liberal de Canadá, porque él no podría subir más alto dentro de su propio partido. Señaló que el cambio no afectaría a los objetivos de su partido y que él todavía estaría parado para arriba por los derechos de los pueblos indígenas. Su estancia en el Partido Liberal, sin embargo, no fue sin problemas. El trabajo que hizo para su pueblo, le valió algunos precios humanitarias en. al final del siglo XX se convirtió en la boquilla de la Comisión de Reclamaciones Indias.
Elijah Harper también es conocido por llevar a los indígenas y no indígenas de todo Canadá en busca de una base espiritual para la sanación y comprensión. Así que él trajo algunos "encuentros sagrado" en el tramo entre los diferentes grupos.
El trabajo que hizo para su pueblo, le valió algunos precios humanitarias en. al final del siglo XX se convirtió en la boquilla de la Comisión de Reclamaciones Indias.